# ミラージュ2000N (航空機)
ダッソー ミラージュ2000N
ミラージュ2000N（375）
- 用途：爆撃、偵察
- 分類：超音速戦略爆撃機、戦闘爆撃機
- 製造者： ダッソー
- 運用者： フランス（フランス航空宇宙軍）
- 初飛行：

  - ミラージュ2000N：1983年2月3日
  - ミラージュ2000D：1991年2月19日
- 生産数：

  - ミラージュ2000N：75機
  - ミラージュ2000D：86機
- 生産開始：1984年7月
- 運用開始：

  - ミラージュ2000N：1988年7月
  - ミラージュ2000D：1995年4月
- 退役：2018年6月21日（ミラージュ2000N）
- 運用状況：

  - ミラージュ2000N：退役
  - ミラージュ2000D：現役（2024年時点で60機[1]）
- 原型機：ミラージュ2000

ダッソー ミラージュ2000N (Dassault Mirage 2000N) は、フランスのダッソーが開発した核攻撃機。ミラージュ2000戦闘機の複座型をベースとしている。派生型として通常兵器のみを運用する戦闘爆撃機ミラージュ2000Dについても本項目で取り扱う。

## 概要

### ミラージュ2000N
フランス空軍では戦略爆撃機としてミラージュIVを戦略空軍で1964年から運用し、1975年に将来型戦闘航空機（仏: Avion de combat futur）が開発中止となると、核弾頭搭載可能なASMP長射程巡航ミサイルの運用能力を付与して代替することとなった。1979年に侵攻攻撃機型（核攻撃型）ミラージュ2000P試作機2機の試作契約がダッソーに与えられ、機体名称はすぐに核攻撃力付与を意味する「Nucle'aire」から取ってミラージュ2000Nに変更された。
ミラージュ2000Nは、戦術空軍で核攻撃任務を担うミラージュIII Eとジャギュアの後継機として開発が進められ、複座型のミラージュ2000Bをベース機に高精度航法でマッハ0.9の低空飛行ができるよう改修された。ミラージュ2000N試作初号機（N-01）は、1983年2月3日に初飛行し、フランス空軍は1983年度に15機発注後、1987年度までに計75機が発注され、1988年7月12日から運用開始された。なお、フランス空軍の核攻撃任務は1991年の組織改編によって戦略空軍に集約され、ミラージュ2000Nの運用も担うこととなった。
量産初号機から30号機（301 - 330）まではASMP携行専用機のミラージュ2000N-K1と呼ばれ、量産31号機（331）以降はATLIS IIレーザー照準ポッドとレーザー誘導爆弾などの通常兵器を搭載可能にしたミラージュ2000N-K2となり、ミラージュ2000N-K1も1998年10月からミラージュ2000N-K2仕様への改修が開始されている。
2000年からは、ミラージュ2000N-K2の航法/攻撃システムに自己防御器材を統合化させたミラージュ2000N-K2-4Cへの改修作業が行われ、さらにタレス製レコNG偵察ポッドや能力向上型のASMPアメリオール（ASMP-A）巡航ミサイルを携行でき、自己防御電子機器をアップグレードするミラージュ2000N-K3への改修が実施されており、50機が改修対象とされて2007年に初期作戦能力（英: initial operational capability、略称：IOC）を獲得している。
ミラージュ2000Nは、ASMP巡航ミサイルの運用を引き継いだラファールBの配備に伴い、2018年6月21日に退役、8月30日に3機が装備総局（仏: Direction générale de l'Armement、略称：DGA）に移管され、第125イストル＝ル・テュベ空軍基地で試験任務に就くこととなり、他の機体は第279シャトーダン空軍基地で保管のうえ、ミラージュ2000-5Fとミラージュ2000Dの部品取り用に解体された。
DGAで運用されたミラージュ2000Nも最後の1機（356）が2022年2月22日に第133ナンシー＝オシェエ空軍基地へのラストフライトを行い、同基地での整備用機材として活用される。

### ミラージュ2000D

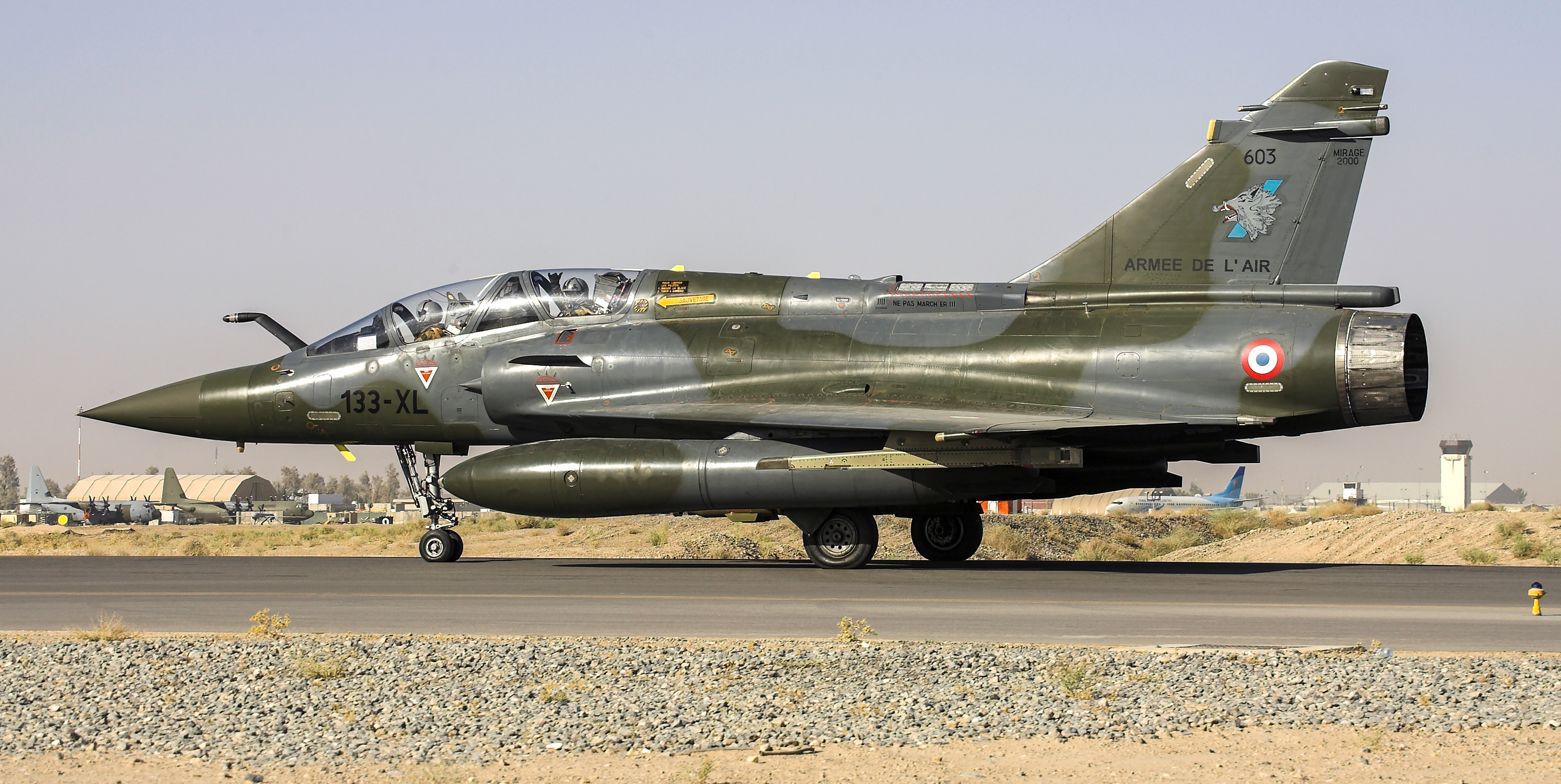
ミラージュ2000D
レドームの色がダークグリーンになったほか、レドーム先端のピトー管が無くなった点でミラージュ2000Nと識別できる。
また、ドーサルスパインの垂直尾翼前縁直前部分に、左右上方に向けて3つずつのチャフ/フレア・ディスペンサーが追加装備されている。

ミラージュ2000Dはミラージュ2000Nから核攻撃能力を外し戦闘爆撃機としたもので、ラファールの開発遅延に伴うミラージュIII Eの暫定後継機として開発された。当初はミラージュ2000N´（プリム）と呼ばれていたが、ミラージュ2000Nとの名称混同を避けるため多様化を意味するDiversifieから取ってミラージュ2000Dと1990年に改称されている。試作初号機（D-01）は、ミラージュ2000N試作機（N-01）改造して製作され、1991年2月19日に初飛行、試作2号機もミラージュ2000N試作2号機（N-02）を改造して1992年2月24日に初飛行した。
ミラージュ2000Dは1988年度から発注され、1993年4月からフランス空軍での運用試験を実施し、合わせて部隊配備も進められて7月29日に最初の飛行隊である第3戦闘航空団第1戦闘飛行隊（EC1/3）が初期作戦能力獲得を発表したが、この時点ではまだ6機しか配備されておらず、EC1/3が機数を完全に揃えたのは1994年3月31日だった。
ラファールの開発遅延により、ミラージュF1CTの代替用として2008年にミラージュ2000Dの近代化改修が計画されたが、予算上の問題から計画は延期され、2015年後半になって計画続行をフランス政府が決定した。近代化改修計画は2016年からダッソーとMBDAの共同で着手し、55機の改修が予定され、改修初号機は2018年に引き渡す計画だったが予算削減から頓挫、2019年7月に48機の改修で再契約された。
再契約締結前の2018年から兵器飛行試験総局（仏: DGA Essais en vol、略称：DGA EV）においてミラージュ2000B 1機とミラージュ2000D 5機を使用して基礎試験が開始され、ピュイ＝ド＝ドーム県クレルモン＝フェランの航空産業ワークショップ（仏: Atelier industriel de l'aéronautique、略称：AIA）で改修を受けた最初のミラージュ2000Dが2021年1月7日に第30戦闘航空団第1試験飛行隊（ECE1/30）に配備された。改修機はミラージュ2000D RMV（仏: Rénové à Mi-Vie）と呼ばれ、ダッソーでも開発試験と並行して2021年に10機、2022年に13機、2023年には9機をAIAで改修、2024年には改修ペースを年間17機に増やすとしている。2025年4月10日、フランス空軍は正式にミラージュ2000D RMVが運用状態にあることを宣言し、2025年末までに第133ナンシー＝オシェエ空軍基地で50機が運用されると発表した。
ミラージュ2000Dは核攻撃能力が排除されたことから輸出も可能となり、1989年4月にミラージュ2000S（Strike）が発表されて潜在的な顧客への説明が行われたが、興味を示した国はなかった。

## 機体構成

### コックピット
コックピットには、ミラージュ2000C/Bと同様にVE-130ヘッドアップディスプレイ（HUD）とVMC-180ヘッドダウンディスプレイ（HDD）で構成されるセクスタント・アビオニク（現タレス・アヴス・フランス）製TMV-980データ表示システムが配置され、ミラージュ2000Nでは、HDDに光が映り込まないよう樹脂製フードが取り付けられている。
ミラージュ2000Dのコックピットは、従来型計器を多用したミラージュ2000C/B/Nと、グラスコックピット化されたミラージュ2000-5の中間的なレイアウトになっている。前席は正面計器盤左側にMFDが配置され、従来型計器は正面計器盤右側に密度を上げて配置されている。また後部座席ではHDDの左右にMFDを追加し、従来型計器は右側MFD及びHDDの上側に配置されている。また後部座席右側の操作盤には、操縦桿と同じ形状の兵装操作用ジョイスティックが追加されている。
操縦桿はセンタースティックで、スロットルレバーは単純なグリップの付いた逆L字型となっている。スティック、スロットルレバーから手を離さずに各種操作ができるHOTAS概念は、ミラージュ2000Dの前席に採り入れられている。近代化改修を行ったミラージュ2000D RMVでは、イーサネットおよびUSBポート、光ファイバー配線、大型タッチスクリーン多機能ディスプレイが装備されている。
キャノピーは9mm厚の透明アクリル樹脂製枠なしワンピース型で、前席・後席ともに跳ね上げ式となっている。ミラージュ2000Dではレーダー波の反射を抑えるため、金のコーティングが施されている。
コックピット内は、ABGセムカ製空調・与圧装置で環境が維持され、脱出装置にはマーチンベーカー製Mk.10Qをイスパノ・スイザがライセンス生産したSEMB F10Q射出座席を装備する。

### アビオニクス
ミラージュ2000Nおよびミラージュ2000Dには対地攻撃用レーダーとして機首にアンテロープ5が搭載される。ミラージュ2000Nはアンテロープ5-TC、ミラージュ2000Dはアンテロープ5-3Dとなり、亜音速で対地高度60mを維持しての自動操縦飛行能力を有し、ミラージュ2000Dではデータバスにダッソー・セルジュ・エレクトロニキ製2084XRを使用しており、完全な地形追随飛行が行えるとしている。
航法装置にはSAGEM製ULISS52P慣性航法装置を2基搭載して航法精度を高めているほか、ミラージュ2000DではGPS航法装置が追加されている。
自己防御用電子戦機器としてはICMS統合型自衛対抗手段群を装備し、機首のトムソンCSF（現タレス）製MSPSモジュラー自衛システム、主翼端と垂直尾翼上部前縁のトムソンCSF（現タレス）製セルヴァルレーダー警報受信機、内舷パイロン後端のSAT（現SAGEM）製DDMサミイルミサイル警報装置、垂直尾翼のダッソー・セルジュ・エレクトロニキ製カメレオン電波妨害装置、胴体後部下面のマトラ（現MBDA）製スピーラルチャフ・フレアディスペンサーとエクレーMチャフ・フレアディスペンサーで構成される。

## 部隊配備
ミラージュ2000Nおよびミラージュ2000Dは、フランス航空宇宙軍の以下の部隊に配備された。
ミラージュ2000N
- 第4戦闘航空団第2戦闘飛行隊（英語版）"La Fayette"（第113サン＝ディジエ＝ロバンソン空軍基地、2018年にラファールへ機種転換）
- 第4戦闘航空団第3戦闘飛行隊（フランス語版）"Limousin"（第125イストル＝ル・テュベ空軍基地（フランス語版）、2011年9月1日解隊）

ミラージュ2000D
- 第3戦闘航空団第1戦闘飛行隊（英語版）"Navarre"（第133ナンシー＝オシェエ空軍基地（英語版））
- 第3戦闘航空団第2戦闘飛行隊（英語版）"Champagne"（第133ナンシー＝オシェエ空軍基地）
- 第3戦闘航空団第3戦闘飛行隊（英語版）"Ardennes"（第133ナンシー＝オシェエ空軍基地）
- 第3戦闘航空団第4ミラージュ2000D機種転換飛行隊（フランス語版）"Argonne"（第133ナンシー＝オシェエ空軍基地、2021年5月27日解隊）

## 派生型
ミラージュ2000N
戦略爆撃機型。
ミラージュ2000N-K1
ASMP携行専用機型。装備可能な兵装はASMP巡航ミサイルと自衛用のマジック2空対空ミサイルのみ。1998年から全機K2仕様に改修。
ミラージュ2000N-K2
複合任務機型。レーザー誘導爆弾やAS.30L空対地ミサイルなどの精密誘導兵器の運用能力付与型。
ミラージュ2000N-K2-4C
ミラージュ2000N-K2の自己防御器材統合型。2000年から改修実施。
ミラージュ2000N-K2+
ASMP-A巡航ミサイルの運用能力を付与した暫定改修型。
ミラージュ2000N-K3
衛星通信装置追加、ASMP-A巡航ミサイル、レコNG偵察ポッド等の運用能力付与型。
ミラージュ2000D
戦闘爆撃機型。
ミラージュ2000D-R1N1L
暫定型。装備可能な兵装はPDL-CT照準ポッド、BGL-1000レーザー誘導爆弾、AS.30空対地ミサイル、自衛用のマジック2空対空ミサイルのみ。1995年6月までに全機R1仕様に改修。
ミラージュ2000D-R1N1
ミラージュ2000D-R1N1Lの運用兵装拡大型。1995年6月までに全機R1仕様に改修。
ミラージュ2000D-R1
無誘導爆弾、空対地ロケット弾、PDL CT-S照準ポッドの運用能力付与型。
ミラージュ2000D-R2
ミラージュ2000D-R1の運用兵装拡大型。
ミラージュ2000D-R3
SCALP-EG巡航ミサイル運用能力付与計画型。1996年6月に計画中止。
ミラージュ2000D RMV
近代化改修型。
ミラージュ2000S
ミラージュ2000Dの輸出型。発注する顧客がなかったため、実機は製造されず。

## 性能諸元（ミラージュ2000N）
出典: 戦闘機年鑑2017 - 2018, ダッソー ミラージュ2000
諸元
- 乗員: 2名
- 全長: 14.55 m
- 全高: 5.15 m
- 翼幅: 9.13 m
- 翼面積: 41.0 m2(C)
- 空虚重量: 7,600 kg
- 最大離陸重量: 17,000 kg
- 動力: スネクマ製M53-P2
  - ドライ推力: 64.3 kN × 1
  - アフターバーナー使用時推力: 95.1 kN （9,698 kg） × 1
- 最大兵装搭載量：6,000 kg

性能
- 最大速度: M2.2
- 航続距離: 1,600 km（増槽使用）
- 上昇率: 18,000 m/min
- 戦闘行動半径： 500 nm（Lo-Lo-Lo）